# Putnam (Teksas)
Putnam je gradić u američkoj saveznoj državi Teksas. Prema popisu stanovništva iz 2010. u njemu je živjelo 94 stanovnika.